# Willy Favre
Willy Favre, né le 24 septembre 1943 aux Diablerets et décédé le 19 décembre 1986, est un skieur alpin suisse qui a mis fin à sa carrière sportive à la fin de la saison 1968.

## Palmarès

### Jeux olympiques
| Épreuve / Édition | Descente | Géant  | Slalom      |
| JO 1964 Innsbruck | 8e       | 4e     | 14e         |
| JO 1968 Grenoble  | —        | Argent | Disqualifié |

### Championnats du monde
| Épreuve / Édition      | Descente | Géant  | Slalom      | Combiné |
| JO 1964 Innsbruck      | 8e       | 4e     | 14e         | 4e      |
| Mondiaux 1966 Portillo | 26e      | 6e     | 19e         | 5e      |
| JO 1968 Grenoble       | —        | Argent | Disqualifié | Abandon |

### Coupe du monde
Willy Favre obtient son meilleur classement général en 1968 avec la 20e place. Il est monté une seule fois sur le podium avec une 2e place dans le slalom géant d'Adelboden.

#### Différents classements en Coupe du monde
| Saison / Épreuve | Saison / Épreuve | Général | Général | Slalom géant | Slalom géant |
| ---------------- | ---------------- | ------- | ------- | ------------ | ------------ |
| Saison / Épreuve | Saison / Épreuve | Class.  | Points  | Class.       | Points       |
| 1967             | 1967             | 22e     | 28      | 9e           | 28           |
| 1968             | 1968             | 20e     | 20      | 9e           | 20           |

### Arlberg-Kandahar
- Meilleur résultat : 7e place dans la descente et le combiné 1965 à Sankt Anton